# 親指島
親指島（英語：Oyayubi Island），是南極洲的島嶼，位於毛德皇后地的哈拉爾王子海岸，處於長東山以南3.7公里，長2.8公里的呂佐夫-霍爾姆灣東部，根據日本探險隊的測量和拍攝的空中照片繪入地圖，現時由南極條約體系管理。